# Médiathèque Valais
 (avril 2022).
Si vous disposez d'ouvrages ou d'articles de référence ou si vous connaissez des sites web de qualité traitant du thème abordé ici, merci de compléter l'article en donnant les références utiles à sa vérifiabilité et en les liant à la section « Notes et références ».
La Médiathèque Valais est la médiathèque officielle du canton du Valais, en Suisse.

## Activité
Elle développe son activité selon cinq axes, correspondant à cinq missions :
1. de réunir, mettre en valeur et conserver le patrimoine imprimé et audiovisuel du canton
2. d’offrir, dans les divers domaines de la connaissance, les services d’une bibliothèque/médiathèque d’étude et de référence par ses propres collections et sa participation aux réseaux d’échanges d’information
3. d’assurer le service d’une documentation spécialisée pour les enseignants
4. de contribuer à la vie culturelle et scientifique du canton
5. de coordonner et soutenir techniquement et financièrement le réseau des bibliothèques valaisannes.

## Historique
Cette médiathèque fut ouverte au public en 1853 sous le nom de Bibliothèque cantonale du Valais. En 2000, elle adopte son nom actuel et voit ses locaux déménager progressivement sur le site des arsenaux de Sion avec l'ouverture du libre-accès à l'Avenue de Pratifori. Longtemps présente uniquement dans le chef-lieu du canton, à Sion, elle a progressivement développé des annexes régionales dans la partie germanophone du Valais, à Brigue en 1971, puis à Saint-Maurice en 1974. Depuis 1987, elle dispose d’un centre consacré au patrimoine audiovisuel à Martigny qui gère également la bibliothèque de la Fondation Gianadda.

## Fonds
La Médiathèque Valais propose à son public des collections encyclopédiques dans les divers domaines de la connaissance et de la littérature. En tant que bibliothèque patrimoniale, elle recueille systématiquement livres, brochures, revues, journaux, rapports, affiches et autres imprimés de plus faible importance en relation avec le canton du Valais. Cinémathèque, photothèque et phonothèque du canton, elle conserve également tous les documents audiovisuels d’intérêt patrimonial qu’ils soient édités commercialement ou simplement diffusés. Elle propose également des collections didactiques et pédagogiques spécialisées pour les enseignants. Elle possède environ un million de documents, une moitié sont des imprimés et l’autre moitié audiovisuels.

## Catalogue
Depuis 1988, la Médiathèque Valais participe au Réseau des bibliothèques de Suisse occidentale (RERO) et son catalogue est intégré à cette base de données collective. Elle a fait le choix d’y signaler l’ensemble de ses fonds, imprimés et audiovisuels, ainsi que d’y dépouiller (depuis 2003) la presse et les publications périodiques en relation avec le Valais. Elle développe également une bibliothèque virtuelle sur le site commun des bibliothèques romandes, et collabore enfin au catalogue commun des affiches dans lequel l’ensemble de sa collection est désormais signalée.